# Hindby station

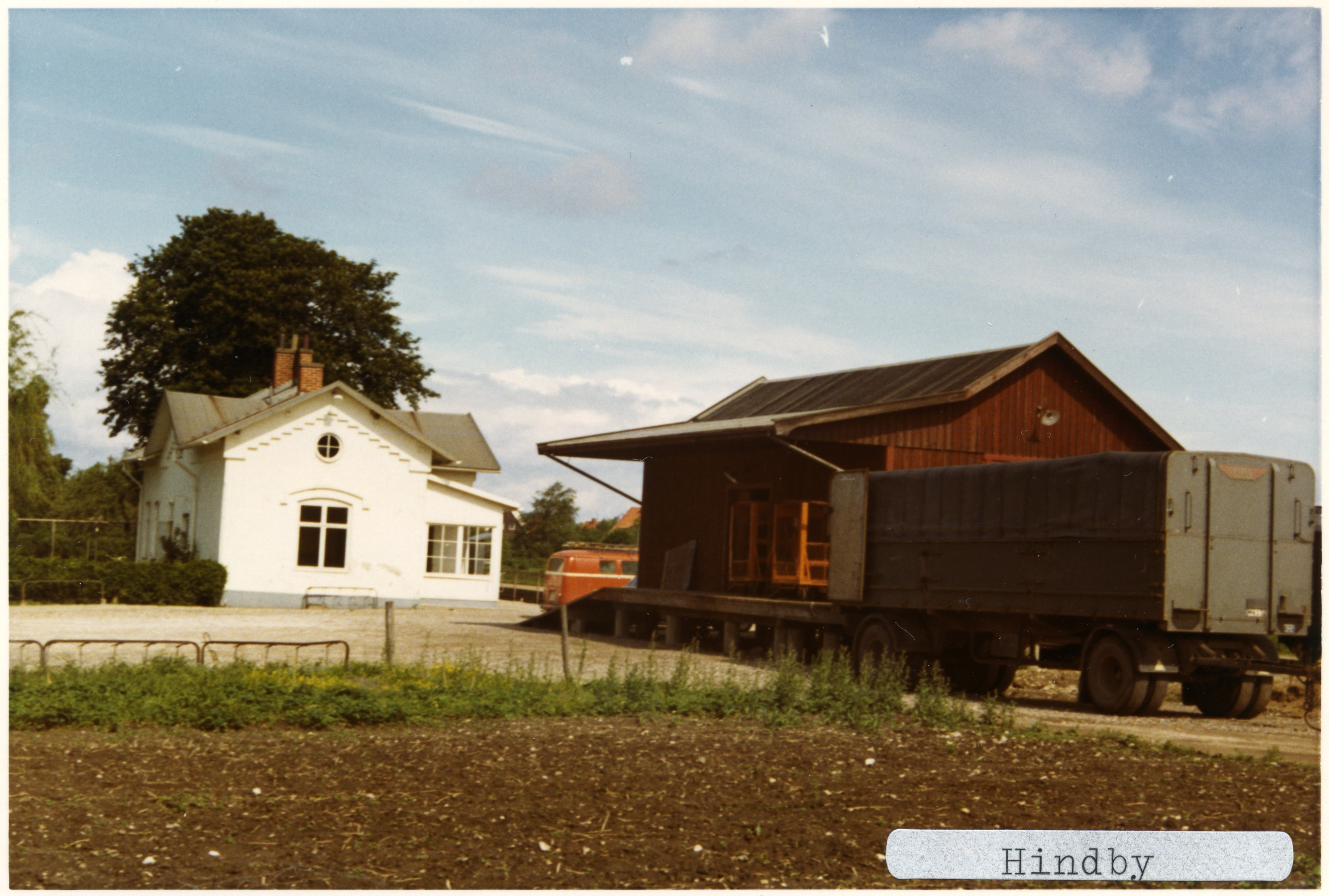
Hindby station och godsmagasinet sedda från sydost 1971. Kastanjen bakom stationsbyggnaden står nu vid lekplatsen.

Hindby station var en station på Malmö-Ystads järnväg mellan stationerna Södervärn och Oxie, belägen  21 m ö.h. vid kilometer 6,200. Stationen invigdes i samband med linjens öppnande den 21 december 1874 och lades ner den 2 juni 1973 i samband med att Ystadbanan anslöts till Kontinentalbanan vid Fosieby (och tågen således inte längre passerade). Stationsbyggnaden, som revs 1983 tillsammans med magasinsbyggnaden öster om denna, låg vid Ekgatan mittför och öster om Tallgatan, idag i Malmö kommuns (delområde Hindby). Idag finns i stället för järnvägen en cykelbana (Södervärnsstråket). Stationsområdet har blivit villor och lekplats.
Trots namnet låg inte stationen på mark som tillhörde Hindby, den ena av de två byarna i Fosie socken, utan strax utanför på Västra Kattarp nr 4 i Västra Skrävlinge socken.